# Herb Brodnicy
Herb Brodnicy – jeden z symboli miejskich Brodnicy w postaci herbu.

## Wygląd i symbolika
Herbem miasta jest wizerunek wewnętrznej strony otwartej prawej dłoni koloru białego na czerwonej tarczy – symbol życzliwości, gościnności i praworządności.

## Historia
Pierwsza wzmianka o herbie pochodzi z 1354. Od 1604, kiedy to w Brodnicy zaczęła rezydować szwedzka królewna Anna Wazówna (siostra króla Polski Zygmunta III Wazy), nad herbem pojawiła się korona królewska.
26 czerwca 1936 zarządzeniem Ministra Spraw Wewnętrznych przyjęto herb Brodnicy, jako „w polu czarnem dłoń prawa barwy naturalnej”.
Jedna z hipotez mówi, że wizerunek dłoni wywodzi się ze średniowiecznych praktyk, kiedy to szlaki drogowe oznaczano między innymi wizerunkiem dłoni (przez miasto przebiegał ważny szlak jantarowy). Inne hipotezy wywodzą herb od znaku dłoni, wyrażającego pokój i przyjaźń, charakteryzujące jakoby mieszkańców miasta lub też od przyznania miastu przywileju sądzenia (prawo miecza umożliwiające odcinanie rąk złodziejom). Niektórzy historycy twierdzą, że kolor tła herbu winien być czarny.

## Galeria

Herb Brodnicy na fladze miasta
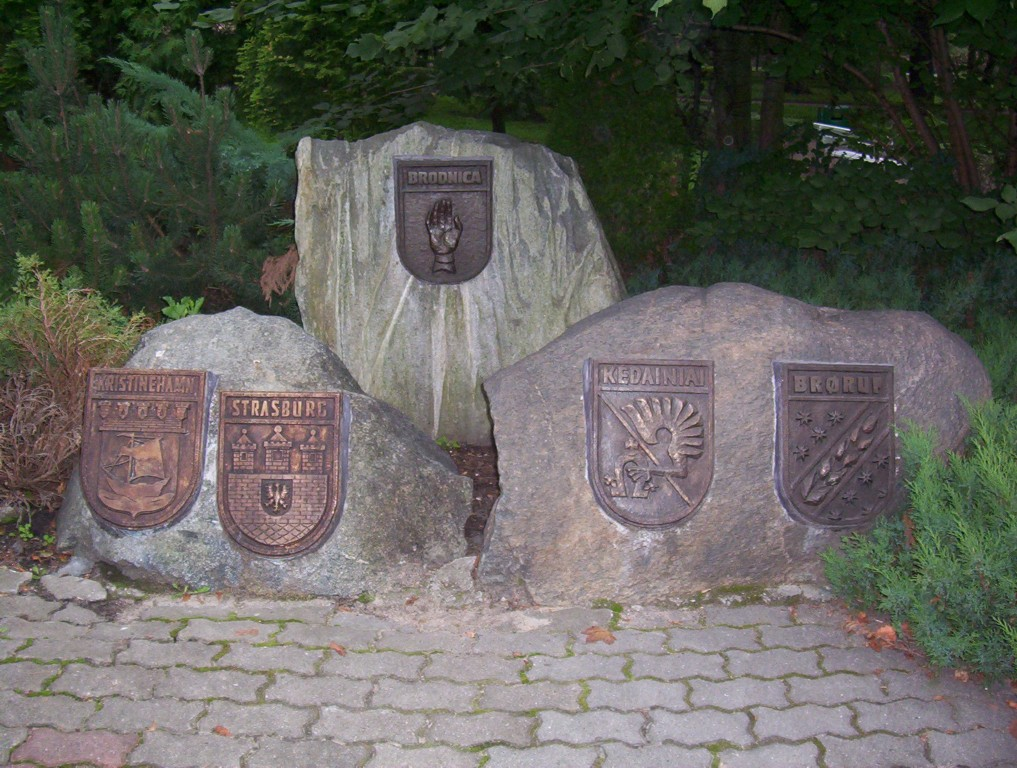
Herb Brodnicy i miast partnerskich Brodnicy
Do 2014 herb Brodnicy był częścią herbu powiatu brodnickiego
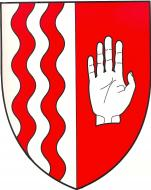
Herb Brodnicy jest także częścią herbu gminy wiejskiej Brodnica